# Encalypta sandwicensis
Encalypta sandwicensis är en bladmossart som beskrevs av Sullivant 1859. Encalypta sandwicensis ingår i släktet klockmossor, och familjen Encalyptaceae. Inga underarter finns listade i Catalogue of Life.